# Moses Harris
Moses Harris (15 aprile 1730 – 1788) è stato un entomologo e incisore inglese.

## Opere

### Scritte da Harris
- (EN)  Natural System of Colours (tra il 1769 e il 1776)
- (EN)  Natural System of Colours (editore Thomas Martyn, London, 1811)
- (EN)  The Aurelian or natural history of English insects (1766, seconda edizione 1775)
- (EN)  The English Lepidoptera, or, the Aurelian's Pocket Companion (1775)
- (EN)  An Exposition of English Insects Including the Several Classes of Neuroptera, Hymenoptera, & Diptera, or Bees, Flies, & Libellulae (1776[-80])

### Illustrate da Harris
- (EN)  Copper plates for Dru Drury's Illustrations of Natural History
- (EN)  44 watercolour drawings on life-cycle of British Lepidoptera for a projected edition of the Aurelian (Natural History Museum)
- (EN)  Compound and Prismatic Colour Wheels (Royal Academy)